# Adam Goerz
Adam Goerz (geb. 10. Dezember 1817 in Ehrenbreitstein; gest. 4. Mai 1886 in Moselweiß) war ein deutscher Historiker und Archivar.

## Leben und Wirken
Bis 1835 besuchte Adam Goerz das Gymnasium in Koblenz. Nach kurzer Tätigkeit bei der Postverwaltung in Ehrenbreitstein (1835/1836) trat er 1837 in den Archivdienst am Staatsarchiv Koblenz, zunächst in den Vorbereitungsdienst. Dort arbeitete er bis 1879, zuletzt als Archivrat. Als Historiker arbeitete Goerz an der Veröffentlichung von Regestenbänden und Urkundenbüchern.

## Werke
- (Hrsg., mit Heinrich Beyer und Leopold Eltester): Urkundenbuch zur Geschichte der, jetzt die Preussischen Regierungsbezirke Coblenz und Trier bildenden mittelrheinischen Territorien. Drei Bände. Hölscher, Koblenz 1860–1874.
- Regesten der Erzbischöfe zu Trier von Hetti bis Johann II 814 - 1503. Zwei Bände, Lintz, Trier 1859/1861 (Neudruck: Scientia-Verlag, Aalen 1969).
- Mittelrheinische Regesten oder chronologische Zusammenstellung des Quellenmaterials für die Geschichte der Territorien der beiden Regierungsbezirke Koblenz und Trier. Vier Teile. Denkert & Groos, Koblenz 1876-1886 (Neudruck: Scientia-Verlag, Aalen 1974, ISBN 3-511-05630-6).